# Кыстыбый
Кыстыбы́й (также кыстыбай, хĕстнĕпай, якмыш) (баш. ҡыҫтыбай, тат. кыстыбый, кыстымбый,, якмыш, чув. хĕстнĕпай) — традиционное татарское, также перешедшее в  башкирскую и чувашскую кухни, блюдо из теста с начинкой.

## Описание
Представляет собой пресную печёную лепёшку, начинённую кашей (чаще пшённой), или рагу, а с недавнего времени и картофельным пюре. По виду напоминает незакрытый пирог или сочень — начинка кладется на одну половину лепёшки и закрывается сверху второй половиной. Могут обмазываться топлёным маслом. В некоторых районах Удмуртии фарш-начинку намазывают на лепёшку и сворачивают в рулетики. Начинка варьируется в зависимости от предпочтений, неизменным остается принцип приготовления и рецепт теста.
Пресная лепешка выпекается на сухой сковороде, еще горячей складывается пополам и начиняется картофельным пюре, либо пшенной кашей, толченым маком или конопляным семенем.
Блюда можно есть во время поста, немного изменив рецепт начинки.
Самый большой кыстыбый в мире диаметром 2 м 10 см был приготовлен в 2011 году в Башкортостане и занесён в Книгу рекордов Гиннесса.

## Этимология
Исследователь татарского и чувашского языков Рифкат Газизянович Ахметьянов посвятил названию блюда статью в «Татар теленең кыскача тарихи-этимологик сүзлеге» (Кратком историко-этимологическом словаре татарского языка). Он привёл диалектную форму тат. кыстымбый, башкирское слово баш. ҡыҫтыбай, чув. кӑстӑмпи «кыстыбый», реконструируя пра-форму из корня кыс- («прищемить») и суффикса -мбый/-мбы.